# Transglutaminasi
La transglutaminasi è un enzima che viene attivato dalla trombina. Questo forma legami covalenti tra le molecole di fibrina.
Nell'organismo umano si riscontrano otto diverse transglutaminasi, le cui funzioni vanno dalla coagulazione del sangue alla costruzione di capelli e pelle.

## Nell'industria alimentare

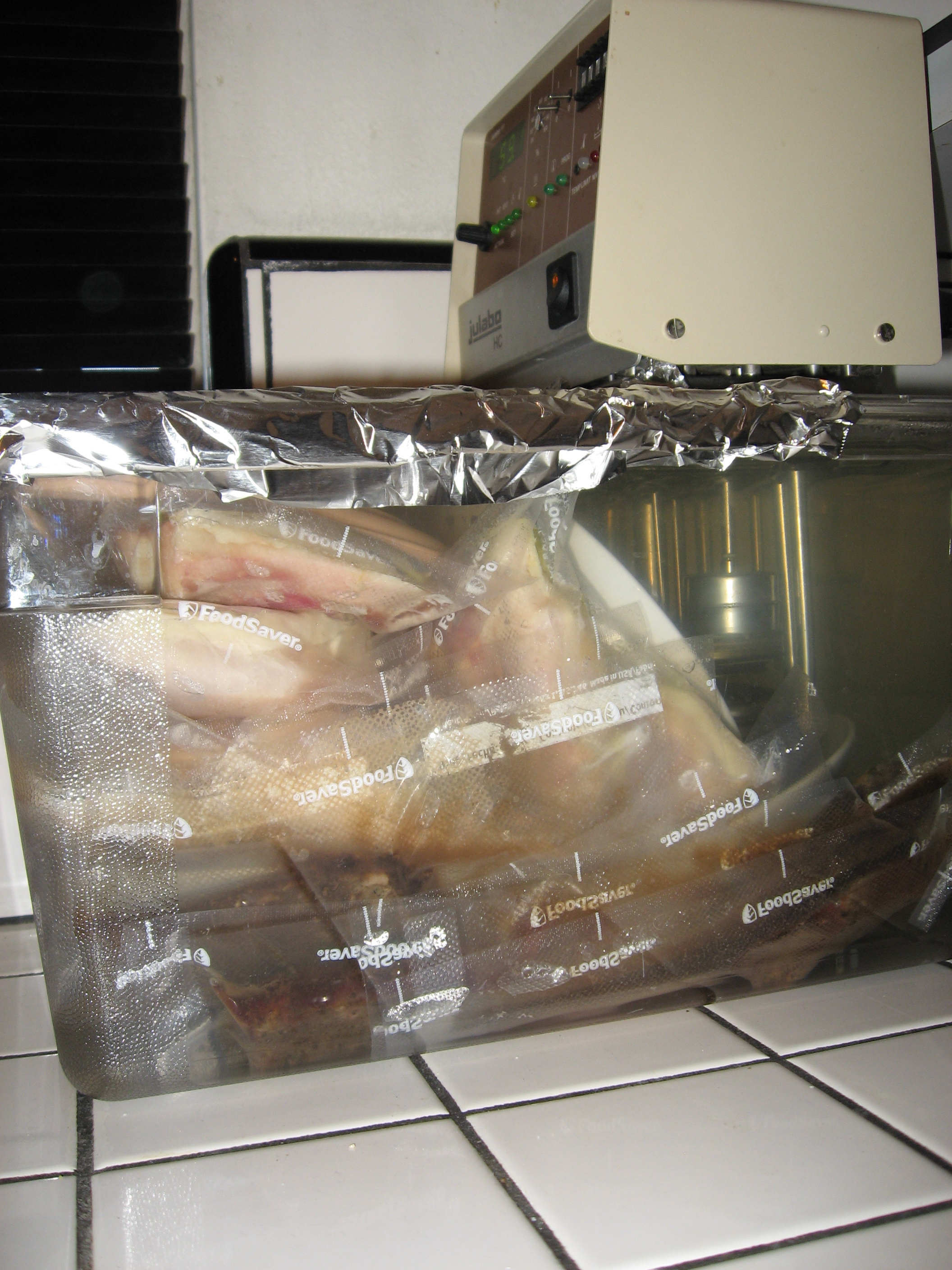
Dispositivo per la lenta cottura sottovuoto a bassa temperatura

Nella trasformazione alimentare commerciale, la transglutaminasi è usata per legare insieme le proteine. Esempi di alimenti realizzati con transglutaminasi includono l'imitazione della polpa di granchio (surimi) e le crocchette di pesce (bastoncini).
La transglutaminasi commerciale viene prodotta con la fermentazione dello Streptoverticillium mobaraense o estratta dal sangue animale, e viene utilizzata in una varietà di processi alimentari, compresa la produzione di prodotti trasformati a base di carne o pesce.
Transglutaminasi può essere utilizzato come legante per migliorare la consistenza degli alimenti ricchi di proteine come il surimi o il prosciutto. Viene altresì utilizzata per migliorare l'aspetto di prodotti emulsionati a base di carne, come salsicce, hot dog e "bistecche ristrutturate".

## Nella gastronomia molecolare

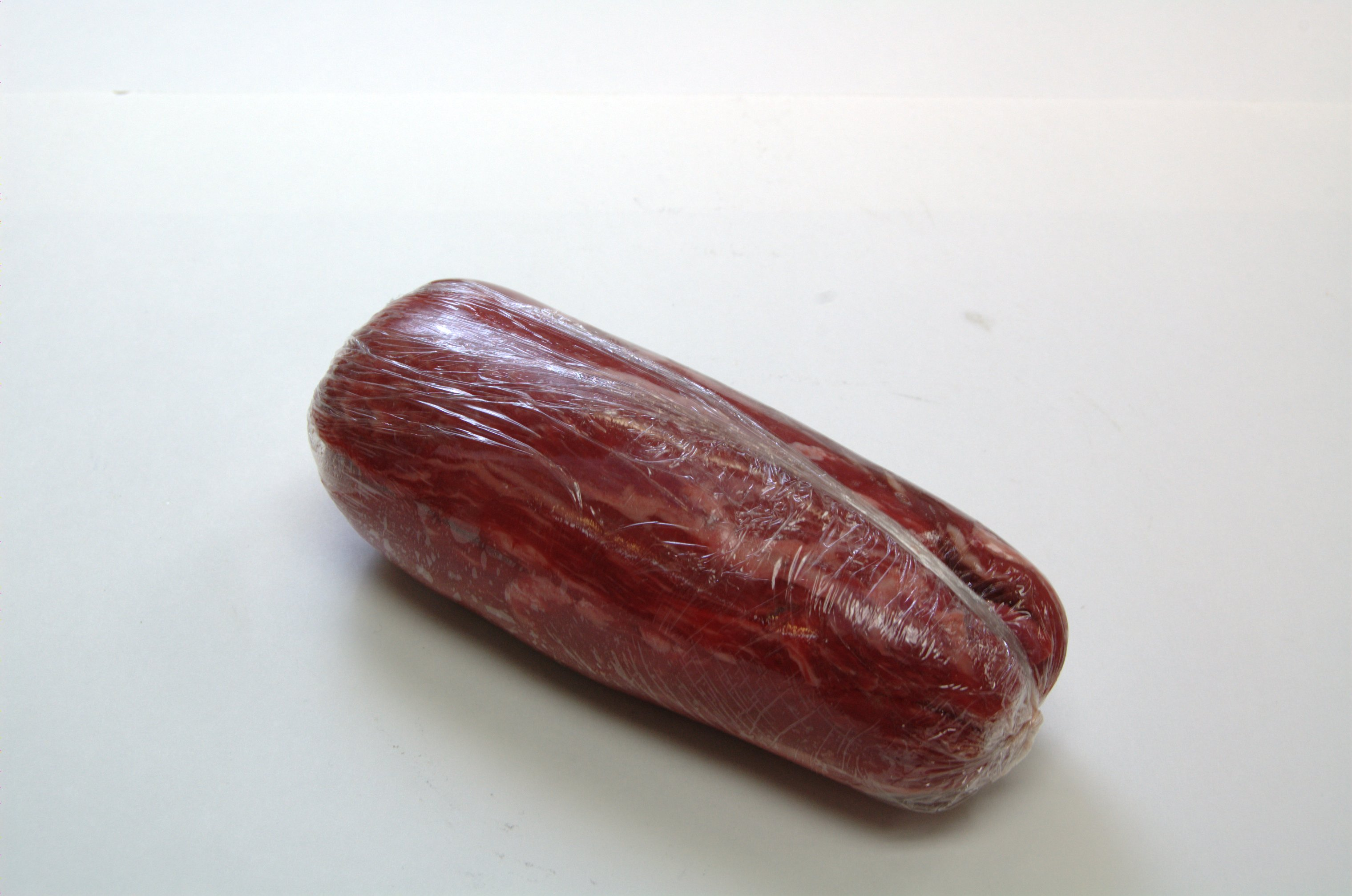
Taglio di carne realizzato con "colla a base di carne" unita con transglutaminasi: dopo la cottura a bassa temperatura per tutta la notte, la confezione viene aperta e la carne, tagliata a fette, viene preparata e servita.

La transglutaminasi è utilizzata anche nella gastronomia molecolare per creare nuovi piatti con gusti insoliti.
Si ritiene che lo chef inglese Heston Blumenthal abbia introdotto l'uso della transglutaminasi nella cucina moderna.
Lo chef newyorkese Wylie Dufresne ha inventato una "pasta" composta dal 95% da gamberi grazie alla transglutaminasi, mentre il cuoco italiano Massimo Bottura ha creato la famosa ricetta del "bollito misto non bollito", nella quale i pezzi di carne vengono cotti a bassa temperatura per 16/24/36 ore.